# Девід Саттер
Девід Саттер (англ. David Satter; 1 серпня 1947 в Чикаго) — американський журналіст та публіцист, автор книг про розпад СРСР та пост-радянську Росію. Колишній кореспондент «Wall Street Journal» та «Financial Times» в Москві, експерт з питань Росії та Радянського Союзу, який написав декілька книг з питань падіння та розвалу Радянського Союзу та подальшого підйому пострадянської Росії.

## Життя та кар'єра
Девід Саттер закінчив Чиказький та Оксфордський університети. Він був поліцейським репортером для Chicago Tribune з 1976 по 1982 роки, московським кореспондентом Лондонської Файненшл Таймс. Потім став спеціальним кореспондентом з радянських зв'язків The Wall Street Journal. Сьогодні він є старшим науковим співробітником Хадсоновського інституту (Hudson Institute), науковець при Школі фундаментальних міжнародних досліджень (School of Advanced International Studies) Університету ім. Джонса Хопкінса (Johns Hopkins). Він був науковим співробітником в Гуверовському інституті (Hoover Institution) Стетфорського Університету та візитним професором Іллінойського університету в Урбана Шампейн.

### Чикаго
Девід Саттер — син Марка Саттера, чиказького адвоката, який виступав проти еконономічної експлуатації афроамериканців з Чикаго у 1960-х роках. Марк Саттер помер у 1965 році. У 1966 році Девід Саттер написав статтю про умови життя в нетрях Вест Сайду в Чикаго, яка вийшла в журналі Chicago Maroon. Нова версія статті вийшла у світ в журналі The New Republic. В ній вперше була описана роль добробуту бідних у створенні нетрів.
Стаття з The New Republic включена до шкільної літератури. У 1968 році, в колонці газети Вашингтон Пост Девід Саттер критикував рішення щодо надання великого федерального гранту вуличній банді Blackstone Rangers. Посилаючись на вбивства, зкоєні бандою, він попереджував, що підтримка її може стати «початком панування криміналітету» в південній стороні Чикаго що це «буде відбуватись за рахунок грошей законно-слухняних громадян». Праці Девіза Саттера та роль його батька описані в книзі його сестри Бериль Саттер, яка має назву «Власність родини: народ, нерухомість, експлуатація Чорних Міст Америки» (Metropolitan Books, 2009). Ця книга отримала Єврейську Національну Премію в галузі історія у 2010 році.

### Холодна війна
Девід Саттер в період розквіту холодної війни провів 6 років в Москві як кореспондент Financial Times. Він був одним з небагатьох західних кореспондентів, що розмовляли російською. В Москві від створив широке коло різноманітних контактів, та був об'єктом провокацій зі сторони КГБ. Один з інцидентів описаний в його спогадах «Never Speak to Strangers» («Ніколи не говори з незнайомцями») надрукований в «Щоденному Стандарті» 6 серпня 1997 року. Інцидент полягав у тому, що три дні він провів з агентом КДБ в Естонії, який видавав себе за естонського дисидента. В 1979 році, радянська влада обвинувачувала його в «хуліганстві» та спробувала випровадити його з країни, однак він утримався від виїзду, тоді як США та Британія погрожували натомість вислати радянських кореспондентів.
В березні 1980 року він заявив, що витік рідини на уральському військовому заводі Свердловська призвів до багатьох смертей. Його звіт, який був описаний Радянським Союзом як провокація «ворожої розвідки», пізніше був підтверджений Борисом Єльциним, який на той час у 1980 році очолював обласний комітет компартії в Свердловську.
Повернувшись у 1982 році до США, Девід Саттер почав писати про радянські справи для редакційної сторінки у The Wall Street Journal, рішуче закликаючи опозицію звернути увагу на порушення прав людини у Радянського Союзі та закликаючи Захід оскаржити ідеологію Радянського Союзу. Даючи свідчення 8 грудня 1982 року перед Комітетом Міжнародних відносин він закликав «Зупиніть комунізм без війни».
«Ми маємо використовувати форум ООН як можливість для висловлювання центральних філософських питань цього століття. Чи має індивідуальна людська особистість вроджені цінності? Почуття добра і зла є трансцендентними і натхненними Богом, чи тоталітарний режим може створити власну мораль? Чи може комунізм або якась інша світова система мати за ціну життя у світі брехні?
Радянській владі не вистачає можливості для самообмеження, і вона безперервно намагається повірити та прийняти ідеологічні вигадки за реальність. Поки ми розглядаємо це як марення, верзіння, радянська влада розуміє, що ми бачимо її такою, якою вона є. Це набагато ефективніше переконує людей в тому, що вони можуть чинити опір, аніж будь-яка кількість нових військових систем, нове озброєння, тим самим полегшуючи нам завдання збереження свободи і миру».

## Росія після радянського періоду (Пострадянська Росія)
Протягом 90-х років Девід Саттер багато писав про Росію пострадянського періоду і був одним з перших, хто попереджував про криміналізацію країни за правління Єльцина. У статті, яка вийшла взимку 1993—1994 років у випуску «Національний інтерес» під заголовком «Єльцин: тінь сумніву» він критикував Єльцинське використання сили проти російського парламенту і попередив, що «він (Єльцин) зміцнив російську традицію неповаги до компромісу і довіру силам, яка з плином часу може стати протилежною до прогресу всіх демократичних сил». У наступній статті в The Wall Street Journal Europe, яка була опублікована 2 квітня 1997 року він писав "Коли Радянський Союз впав, моральний імпульс, що мотивував демократичний рух, мав стати базою російської політичної практики. Трагедія теперішньої ситуації в тому, що російські бандити припиняють цей розвиток ще до того, як він має шанс пустити коріння.

## Вибухи житлових будинків у Росії
У книзі «Епоха верзіння» Девід Саттер звинувачував ФСБ Росії у бомбардуванні багатоквартирних будинків у 1999 році, що забрало більше 300 життів і слугувало виправданням для розв'язання другої Чеченської війни. Автор доводить, що це було частиною конспіративних дій з приведення до влади у Росії Путіна. Під час надання свідчень у Палаті Представників у США Саттер заявив:
Оскільки Єльцин та його родина могли б бути переслідувані кримінальним судом, був розроблений план влаштувати наступника, який гарантував би Єльцину та його родині захист від судового переслідування і питання кримінального розподілу власності в країні не було би переглянуто. Для того, щоб «операція наступник» мала успіх, було необхідно зробити вражаючу провокацію. На мій погляд, цією провокацією було бомбардування житлових будинків у Москві, Буйнакську, Волгодонську у період 4—16 вересня 1999 року. Після цих атак, які забрали 307 життів (більш ніж 1700 осіб отримали поранення різної важкості), була розпочата нова війна проти Чечні, а Путін, новопризначений прем'єр-міністр взяв на себе відповідальність за цю війну, і прокинувся відомим. Єльцин пішов у відставку рано. Путін був обраний президентом і його першою дією було гарантування Єльцину імунітету від судового переслідування.
Це звинувачення також було висунуто Олександром Литвиненком, колишнім агентом КДБ, якого було отруєно полонієм у Лондоні в 2006 році.

## Огляди
Джек Метлок (Jack Matlock), колишній Посол США у Москві зазначив у The Washington Post:
„Епоха везіння“ була „дуже вчасною“ та вона дає розуміння того, як це — бути у пастці комуністичної системи.
У виданні The Virginia Quarterly Review писалось, «що винятковість цієї книги полягає в ексцентричності і в глибокій обізнаності і симпатії автора до страждань росіян в період комунізму. Саттер приймає точку зору забутих людей, тих, кого система пережувала і виплюнула як непотріб. Він (автор) їздив, брав інтерв'ю скрізь у забутих місцях, знаходив історії, які тільки він міг знайти, історії, які лежать за межами грубої дійсності». Кристофер Дж. Вард (Christopher J. Ward) у інтерв'ю для H-Net критикує книгу «Епоха верзіння» Саттера за занадто тенденційне зображення, недосконалу організацію і неспроможність пояснити, чому зруйнувався Радянський Союз.
Мартін Сейфф (Martin Sieff) у Canadian National Post написав, що «Темрява на світанку» «є живою, старанно дослідженою і насправді жахаючою». Foreign Affairs писала: «з умінням помічати деталі та зловити емоції він (Саттер) охоплює драму російського тернистого шляху до пересічної російської жертви».

Аргус Макквін (Angus Macqueen), який писав для Guardian, порівнює «Темряву на світанку» з «Росією Путіна» Анни Політковської. Він писав:
Обидві ці книги підкреслюють моральний вакуум, який залишив по собі розпад Радянського Союзу.
Олександр Шубін, професор історії «Інституту Сучасної Історії» (Москва), критикував книгу Саттера «Епоха верзіння», і зазначав, що розповідь Саттера є фрагментарною і має значні недоліки (неточності), які трималися тому, що сам Саттер не був присутнім в Росії під час подій, які він зображував. Шубін назвав книгу Саттера «хаотичними спогадами західного журналіста, який провів частину свого часу до і після перебудови в СРСР, а не під час, в період „перестройки“». Книга Саттера абсолютно не систематизована і він (Саттер) дозволяє собі перестрибувати з політичних подій 90-х років до його особистих вражень від розмов з жертвами психіатричного лікування у 80-х роках, при йому роблячи особисті висновки з цих розмов, як аксіоми.
Саттер стверджував, що нова політична система була представлена Горбачовим 25 березня 1989 року на першій сесії Ради народних депутатів, хоча дехто вважає, що вона (нова система) взагалі в той час не існувала, і ці зміни фактично здійснювались силою 25 травня.
Саттер стверджував, що «навесні 1991 року Горбачов схопив комуністичну партію мертвою хваткою»; до моменту 1991 року компартія СРСР вже була розділена на фракції протягом майже року і у кожному регіонального компартійному об'єднанні по всій Росії дії Горбачова сильно критикували.
Наприклад, одне з ключових стверджень Саттера про «перебудову» як "політика гласності вилила ріки правдивої інформації і розхитала підвалини Радянської системи та ідеології, за Шубіним, не може сприйматися серйозно. Він (Шубін) стверджує, що кожний історичний період в російській історії характеризувався своєю особистою правдою.
На додаток Шубін зазначає, що Саттер переповідає стереотипні міфи про Росію. Один із цих міфів — це те, що в Росії усі «диспути вирішуються силою».

## Фільмографія
- «Age of Delirium: The Decline and Fall of the Soviet Union» (укр. Епоха марення. Занепад та руйнація Радянського Союзу) — док фільм за книгою Саттера, реж. Андрій Некрасов, 2011
- Також Девід Саттер з'являється у документальній стрічці про бомбування російських квартир режисера Андрія Некрасова «Зневіра»[3] (2004).